# Bourré au son
Bourré au son is het debuutalbum van de Franse rapper La Fouine. Het werd uitgebracht op 25 april 2005 en werd voornamelijk bereikt door Animalsons (producers van Booba). 1 jaar eerder, heeft hij de mixtape Planète Trappes uitgebracht. Dit album werd sterk gekenmerkt door de stijl van de Amerikaanse West Coast. Meer dan 20 000 exemplaren werden verkocht.

## Composities
| Nr. | Titel                                                      | Duur |
| --- | ---------------------------------------------------------- | ---- |
| 1.  | Peu à l'Arrivée                                            | 3:55 |
| 2.  | Bourré au son                                              | 4:55 |
| 3.  | Quelque chose de spécial (met Ellijah)                     | 3:44 |
| 4.  | Basta (met Zaho)                                           | 4:04 |
| 5.  | Peace on Earth                                             | 4:48 |
| 6.  | Autobiographie                                             | 5:05 |
| 7.  | J'roule (met Shaheen)                                      | 4:57 |
| 8.  | J'rap pour le fric                                         | 4:10 |
| 9.  | Fouiny Flow                                                | 3:35 |
| 10. | C'est ça                                                   | 4:02 |
| 11. | Marche ou crève (met Cheb Tarik)                           | 4:35 |
| 12. | Symphonie (met Canardo, Chabodo, Jazz Malone, L'Skadrille) | 6:04 |
| 13. | L'unité (met J-Mi Sissoko)                                 | 3:49 |
| 14. | Die                                                        | 5:01 |
| 15. | Groupie Love                                               | 3:18 |
| 16. | Quelque chose de sauvage                                   | 3:43 |

## Samples
- Peace on Earth is overgenomen van Old San Juan van MFSB.
- J'rap pour le fric is overgenomen van Macarena van Los del Rio.

## Videoclips
- 2004 : Autobiographie (gerealiseerd door OCM)
- 2005 : L'Unité (gerealiseerd door OCM)
- 2005 : Quelque chose de spécial (gerealiseerd door OCM)